# 레드미 노트 11
레드미 노트 11(Redmi Note 11)은 샤오미가 발표한 안드로이드 기반 스마트폰이다. 이 휴대폰은 6.43인치 FHD+ 디스플레이와 5000mAh Li-Po 배터리를 탑재했다.

## 디자인
레드미 노트11과 노트11S는 고릴라 글래스3와 플라스틱 뒷면을 가지고 있다. 다른 모델들은 앞면과 뒷면이 고릴라 글래스 5로 되어 있다. 모든 전화기는 평평한 플라스틱 틀을 가지고 있다.
글로벌 라인업 디자인은 레드미 노트10 시리즈와 미 10T 사이 평균 수준이며, 중국 라인업에서는 레드미 노트10 프로 5G와 비슷한 수준이다. Redmi Note 11 및 Note 11S의 후면 패널은 곡선 형태인 반면 다른 모델에서는 평평하다.
Redmi Note 11 및 Note 11S의 하단에는 USB-C 포트, 스피커, 마이크 및 3.5mm 오디오 잭이 있습니다. 상단에는 마이크, IR 블라스터, 세컨드 스피커가 추가로 있다. 왼쪽에는 마이크로 기능이 있는 듀얼 SIM 트레이가 있다.SD 슬롯. 오른쪽에는 지문 스캐너가 장착된 볼륨 로커와 전원 버튼이 있다.
아래쪽에 있는 다른 모델에는 USB-C 포트, 스피커, 마이크, 하이브리드 듀얼 SIM 트레이(SIM1 + SIM 2 또는 SIM1 + 마이크로SD)가 있다. 상단에는 3.5mm 오디오 잭, 추가 마이크, IR 블라스터, 세컨드 스피커가 있다. 오른쪽에는 지문 스캐너가 장착된 볼륨 로커와 전원 버튼이 있다.